# Kvalholmane
Kvalholmane est une île dans le landskap Sunnhordland du comté de Vestland. Elle appartient administrativement à Øygarden.

## Géographie
Rocheuse et couvert d'une légère végétation, elle s'étend sur environ 110 m de longueur pour une largeur approximative de 52 m.